# Gerechtigkeit für die Opfer der NS-Militärjustiz
Das Personenkomitee Gerechtigkeit für die Opfer der NS-Militärjustiz wurde 2002 von Richard Wadani gegründet und im Jahr 2008 als Verein institutionalisiert. Es kämpfte und kämpft um die juristische Rehabilitierung und gesellschaftliche Akzeptanz österreichischer Deserteure der deutschen Wehrmacht, der Selbstverstümmeler, der sogenannten „Wehrkraftzersetzer“ und der Kriegsdienstverweigerer. Nicht zuletzt aufgrund der engagierten Lobby-Arbeit des Komitees kam es dazu, dass 2009 der Nationalrat die juristische Rehabilitierung dieser Gruppe beschloss und 2014 das Denkmal für die Verfolgten der NS-Militärjustiz am Wiener Ballhausplatz errichtet wurde.
Obmann des Vereins ist aktuell (Stand April 2020) Thomas Geldmacher, Richard Wadani war oder ist Ehrenobmann.

## Ziele
Die Ziele des Personenkomitees waren und sind die umfassende gesellschaftliche und juristische (auch sozialrechtliche) Rehabilitierung der Opfer der NS-Militärjustiz, folglich jener, die vom Gerichtswesen der Wehrmacht verfolgt und verurteilt wurden. Während die politische und juristische Rehabilitierung 2009 erfolgte, verblieb danach als weiteres Hauptziel die gesellschaftliche Anerkennung des Beitrags, den Wehrmachtsdeserteure und andere Opfer der NS-Militärgerichtsbarkeit zur Überwindung des NS-Regimes geleistet haben. Weiters bezweckt der Verein die ideelle und administrative Unterstützung der Betroffenen, die Verankerung der Thematik in der Öffentlichkeit, sowie das öffentliche Gedenken für alle Opfer der NS-Militärjustiz und die wissenschaftliche Aufarbeitung des Themas.

## Erfolge
Das Personenkomitee hat eine Reihe seiner Ziele bereits erreicht, wie die parlamentarische Entschließung vom Juli 1999, mit der die wissenschaftliche Aufarbeitung der Urteile der NS-Militärgerichtsbarkeit gegen Österreicher sowie deren Aufhebung von Amts wegen beschlossen wurde, und die Bewilligung eines Forschungsprojekts unter der Leitung von Walter Manoschek durch das Bundesministerium für Wissenschaft und Forschung und dessen Präsentation im Parlament im Jahr 2003. Weiters erreichte das Personenkomitee:

### Die Aberkennung des Ehrengrabes von Walter Nowotny
Das Grab von Major Walter Nowotny mit der Inschrift „Ewig ist der Toten Tatenruhm“ war bis 2003 ein von der Stadt Wien gewidmetes Ehrengrab am Wiener Zentralfriedhof. Nach einer langen Kampagne des Komitees gelang dem Komitee ein Umdenken. „Ein Ehrengrab für einen NS-Major, dessen gesamte sogenannte Leistung im Abschießen von alliierten Flugzeugen besteht, ist schlicht und einfach eine Schande“, formulierte David Ellensohn, damals Gemeinderat der Wiener Grünen. Der Gemeinderat verwandelte das Ehren- schließlich in einfaches Soldatengrab.

### AusstellungWas damals Recht war …
Ein „Meilenstein auf dem Weg zur Rehabilitierung“ und zugleich als ersten Versuch, wissenschaftliche Erkenntnisse einer breiten Öffentlichkeit zugänglich zu machen, bezeichnet wurde die bundesdeutsche Wanderausstellung Was damals Recht war … – Soldaten und Zivilisten vor Gerichten der Wehrmacht, die im September 2009 auch in Wien, 2010 in Klagenfurt und 2011 in Dornbirn zu sehen war. Für Österreich wurde die Ausstellung wesentlich adaptiert, auch an diesem Projekt war das Personenkomitee maßgeblich beteiligt.

„Ich stelle mich an die Seite der Toten und der wenigen, die noch leben, die meiste Zeit ihres Lebens jedoch als Feiglinge, Drückeberger, Kameradenschweine und Schlimmeres bezeichnet worden sind.“

Auch zwei prominente ÖVP-Politiker, Andreas Khol und Fritz Neugebauer, hatten den Ehrenschutz dieser Ausstellung übernommen.

### Das Gesetz zur Rehabilitation
„Am 21. Oktober 2009 verabschiedete der Nationalrat das Aufhebungs- und Rehabilitationsgesetz mit den Stimmen von SPÖ, ÖVP und den Grünen. Dagegen stimmten die FPÖ und das BZÖ. Richard Wadani, der im Jahr 2005 nicht einmal zur Widerstandstagung ins Parlament eingeladen worden war und nur durch Unterstützung der Grünen ins Hohe Haus gelangt war, verfolgte nun die Beschlussfassung von der Galerie aus und wurde von der Ersten Nationalratspräsidentin Prammer und dem Zweiten Nationalratspräsidenten Neugebauer für sein unnachgiebiges Engagement gewürdigt. “

### Das Denkmal für die Verfolgten der NS-Militärjustiz

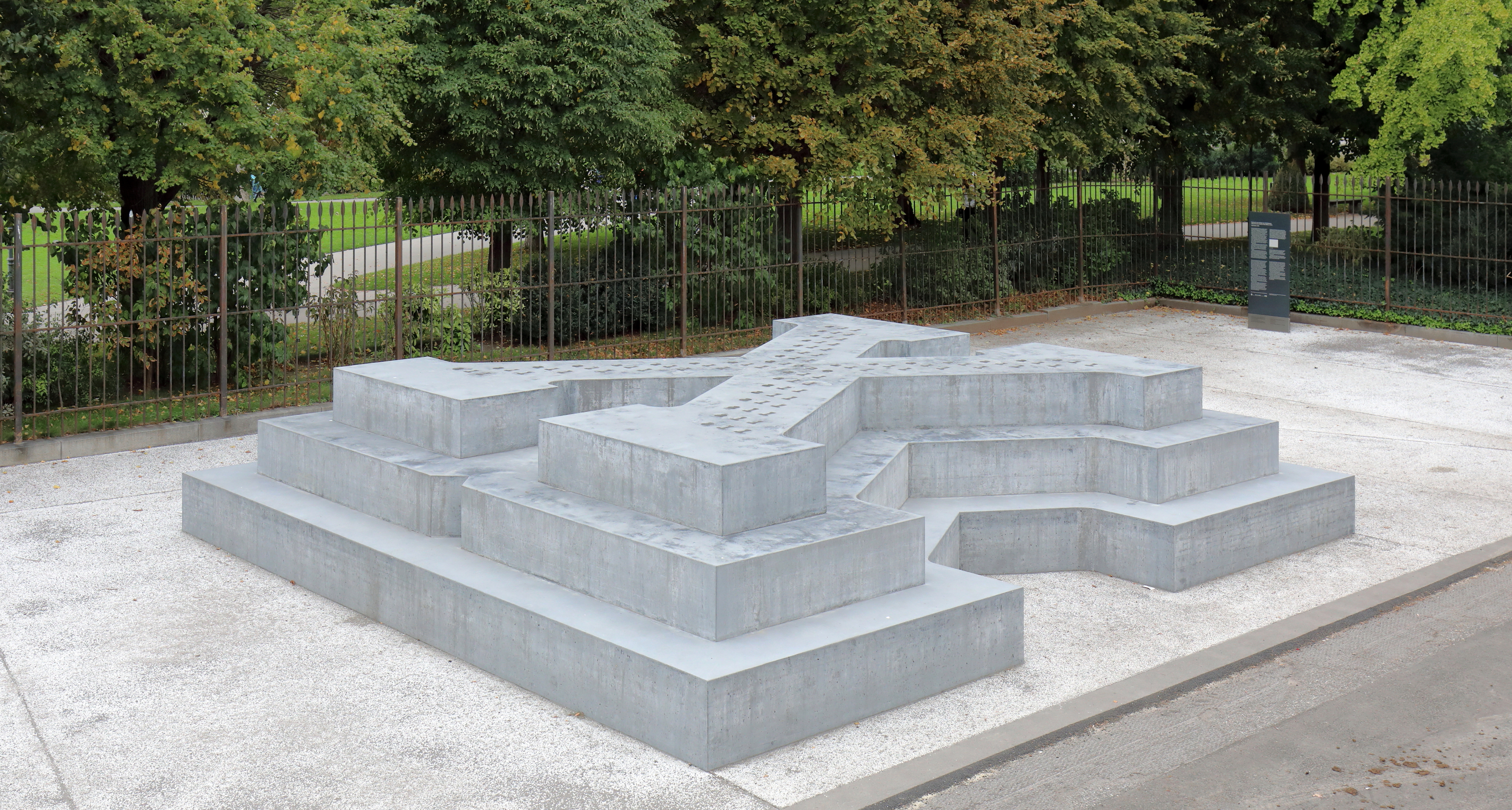
Denkmal für die Verfolgten der NS-Militärjustiz

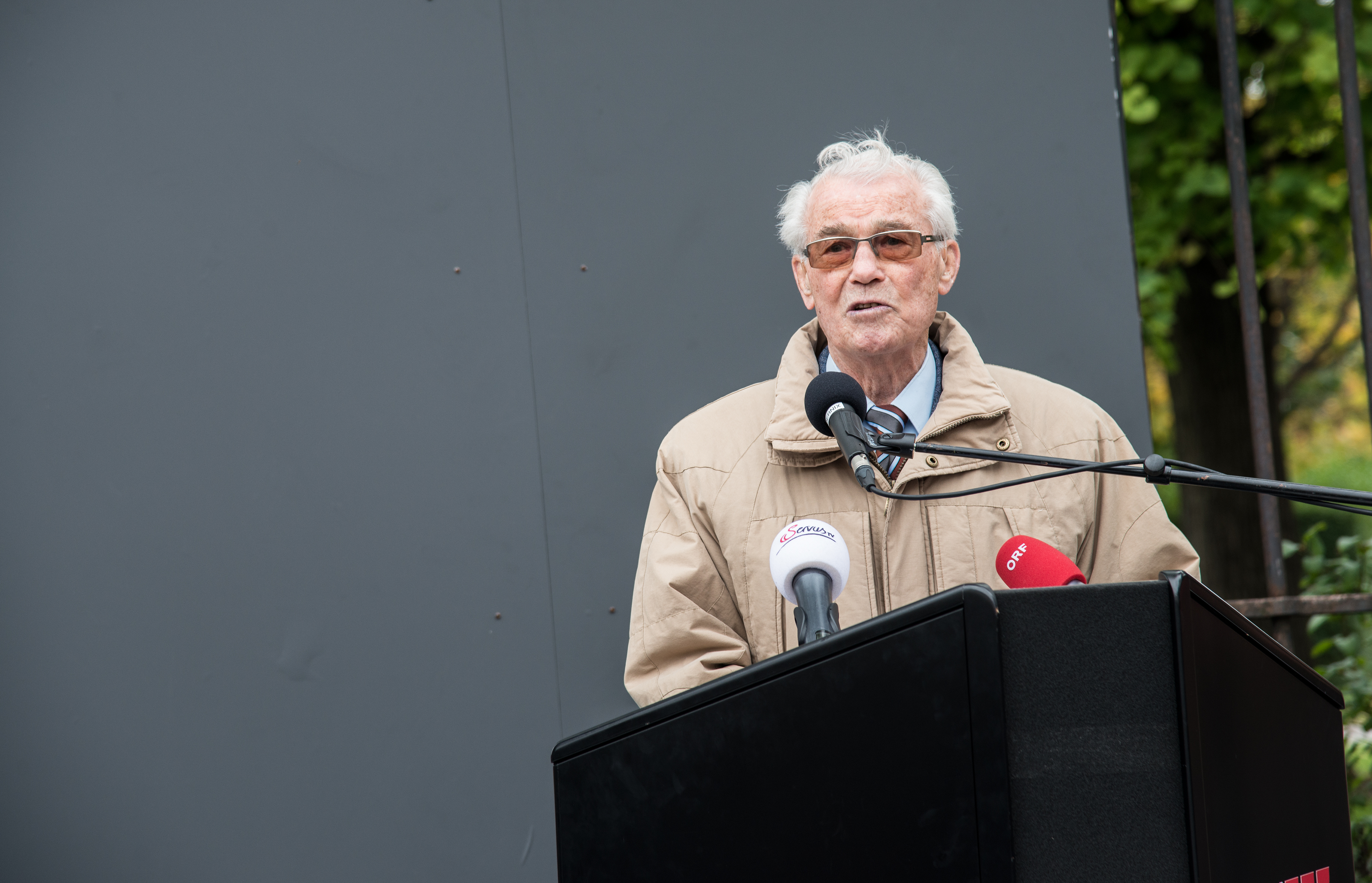
Richard Wadani spricht bei der Eröffnung, 2014

Unmittelbar nach der Verabschiedung des Gesetzes begann das Personenkomitee mit der Lobby-Arbeit für ein Denkmal für die Verfolgten der NS-Militärjustiz an zentraler Stelle in Wien. Das Komitee sprach zahlreiche Persönlichkeiten aus Politik, Kunst und Kultur, sowie der österreichischen Zivilgesellschaft an, um sie für die Idee eines derartigen Denkmals zu gewinnen. 39 davon äußerten sich daraufhin positiv zur Errichtung eines Deserteursdenkmals, namentlich:
| - Klaus Amann - Brigitte Bailer - Eva Blimlinger - Michael Bünker - Norbert Darabos - David Ellensohn - Christa Ehrmann-Hämmerle - Raimund Fastenbauer - Eva Glawischnig - Peter Gstettner - Josef Hader - Elfriede Hammerl - André Heller |  | - Friedrun Huemer - Clemens Jabloner - Johannes Jarolim - Elfriede Jelinek - Andreas Khol - Volker Kier - Albrecht Konecny - Hanno Loewy - Walter Manoschek - Manfred Messerschmidt - Reinhard Moos - Ariel Muzicant - Fritz Neugebauer |  | - Wolfgang Neugebauer - Anton Pelinka - Walter Posch - Barbara Prammer - Doron Rabinovici - Johanna Rachinger - Oliver Rathkolb - Christoph Kardinal Schönborn - Albert Steinhauser - Otto Tausig - Hubertus Trauttenberg - Andreas Wabl - Harald Walser |

Weiters listete der Verein auf seiner Website 36 Denkmäler für die Opfer der NS-Militärjustiz in Deutschland auf, und setzte dadurch die Entscheidungsträger der österreichischen Politik zusätzlich unter Druck.
Zwar konnte 2010 die Errichtung eines Deserteurdenkmals seitens der Grünen in den Koalitionspakt der Rot-grünen Koalition im Bundesland Wien hinein reklamiert werden, jedoch war damit weder der Standort, noch die Ausgestaltung fixiert. Als von der österreichischen Historikerin Heidemarie Uhl 2012 die Idee eines „gemeinsamen Gedenkens“ von Soldaten und Deserteuren in der Krypta am Äußeren Burgtor des Heldenplatzes ventiliert wurde, reagierte das Personenkomitee heftig: „Die SPÖ will uns in Reih und Glied mit Wehrmacht und Waffen-SS stellen!“, so lautete die Pressemitteilung von Wadani. Im Oktober 2012 folgte schließlich die Entscheidung für den Standort Ballhausplatz, im Frühjahr 2013 die Ausschreibung des Wettbewerbs.

## Auszeichnungen
- 2016: Demokratiepreis der Margaretha Lupac Stiftung des Österreichischen Parlaments[5][6]